# Завади (Оборницький повіт)
Завади (пол. Zawady) — село в Польщі, у гміні Ричивул Оборницького повіту Великопольського воєводства.
Населення — 129 осіб (2011).
У 1975-1998 роках село належало до Пільського воєводства.

## Демографія
Демографічна структура станом на 31 березня 2011 року:
|          | Загалом | Допрацездатний вік | Працездатний вік | Постпрацездатний вік |
| -------- | ------- | ------------------ | ---------------- | -------------------- |
| Чоловіки | 65      | 15                 | 45               | 5                    |
| Жінки    | 64      | 19                 | 36               | 9                    |
| Разом    | 129     | 34                 | 81               | 14                   |